# Locomotiva Thomas și prietenii săi - Sezonul 6
Locomotiva Thomas și prietenii săi este o serie de televiziune bazată pe Seria Căilor Ferate scrisă de Wilbert Awdry, în care ne este prezentată viața unui grup de locomotive și vehicule cu trăsături umane, ce trăiesc pe Insula Sodor.
Acest articol se referă la Sezonul 6. A fost produs în anul 2002 de Britt Allcroft și David Mitton.

## Difuzare în România
Acest sezon este difuzat pe postul TV JimJam, și este dublat în limba română.

## Sezonul 6
| #   | #  | Titlu Original                      | Titlu Română                          |
| --- | -- | ----------------------------------- | ------------------------------------- |
| 131 | 1  | Salty's Secret                      | Secretul lui Salty                    |
| 132 | 2  | Harvey to the Rescue                | Harvey Sare în Ajutor                 |
| 132 | 3  | No Sleep for Cranky                 | Fără Somn Pentru Cranky               |
| 134 | 4  | A Bad Day for Harold the Helicopter | O zi Grea Pentru Harold               |
| 136 | 5  | Elizabeth the Vintage Lorry         | Elizabeth Camionul cel Vechi          |
| 136 | 6  | The Fogman                          | Omul Ceții                            |
| 137 | 7  | Jack Jumps In                       | Jack Intra în Echipă                  |
| 138 | 8  | A Friend in Need                    | Un Prieten la Nevoie                  |
| 139 | 9  | It's Only Snow                      | Zăpadă Pretutindeni                   |
| 40  | 10 | Twin Trouble                        | Probleme Gemene                       |
| 141 | 11 | The World's Strongest Engine        | Cea Mai Puternică Locomotivă din Lume |
| 142 | 12 | Scaredy Engines                     | Locomotive Fricoase                   |
| 143 | 13 | Percy and the Haunted Mine          | Percy și Mina Bântuită                |
| 144 | 14 | Middle Engine                       | Locomotivă de Miljoc                  |
| 145 | 15 | James and the Red Balloon           | James și Balonul cel Roșu             |
| 146 | 16 | Jack Frost                          | Moș Gerilă                            |
| 147 | 17 | Gordon Takes a Tumble               | Gordon Face O Tumbă                   |
| 148 | 18 | Percy's Chocolate Crumch            | Accidentul cu Ciocolată al lui Percy  |
| 149 | 19 | Buffer Bother                       | Frați de Amortizoare                  |
| 150 | 20 | Toby Had a Little Lamb              | Toby Are O Turmă                      |
| 151 | 21 | Thomas, Percy and the Squeak        | Thomas, Percy și Chițăitul            |
| 152 | 22 | Thomas the Jet Engine               | Thomas Locomotiva Rachetă             |
| 153 | 23 | Edward the Very Useful Engine       | Edward Locomotiva Foarte Utilă        |
| 154 | 24 | Dunkin Duncan                       | Morocănoscul Duncan                   |
| 155 | 25 | Rusty Saves the Day                 | Rusty Salvează Ziua                   |
| 156 | 26 | Faulty Whisles                      | Fluiere Defecte                       |